# 企業年金
企業年金（きぎょうねんきん）は、私企業が勤労者の老後の生活をより豊かにするために公的年金に加えて選択的に設ける年金である。
この年金原資の運用や管理、給付などは、母体企業が設立した厚生年金基金や企業年金基金によって行われる。また規約型企業年金では、企業と受託機関が契約を結び企業の外で運用・管理、給付が行われる。なお、基金の中途脱退者や解散基金加入員の運用・管理、給付については、基金から1967年（昭和42年）に厚生年金保険法に基づき設立された企業年金連合会（設立当時は厚生年金基金連合会）に引き継がれる。

## 概要
主に正規雇用者に対して適用され、いわゆる3階建ての年金構造での第2号被保険者に対して、公的年金の2階建てに加えて、企業が掛け金を負担し（拠出し）行う（勤労者は掛け金を出さない）。その企業の退職者の老後の福利厚生の向上を目指すものである。公的年金の上に、更に選択的な私的年金として積み上げるもので、この年金制度を行う企業は一般的に財政に余裕があると考えられる。
但し、企業年金は私的年金の一つとされ、その企業が正規雇用者以外の者も含めるかは私企業としての自己裁量であり、学校法人に勤務する者や派遣会社も派遣労働者対して「自社年金」、「独自年金」、「企業独自年金」などと呼ぶ独自の企業年金制度を設けている場合がある。これら自社年金と言われるものは労使双方の合意に基づくものであって、必ずしも法律による規制は受けないものが多い。

## 企業年金の種類
- 確定給付年金（正式には確定給付型企業年金、2通りの型がある）（公的年金を補完する位置づけ）
  - 規約型企業年金
  - 基金型企業年金（企業年金基金）
- 確定拠出年金の企業型年金（公的年金を補完する位置づけ）
- 厚生年金基金（2014年4月に原則廃止。公的年金を補完する位置づけ）
- 適格退職年金（2001年（平成13年）の確定給付企業年金法の成立に伴い、2012年（平成24年）3月末までに廃止された。確定給付年金に切り替える企業もある）
- 私企業ではないが共済年金の職域加算（廃止。現在は経過措置として「経過的職域加算額」が退職等年金に加算されて給付）。その後、年金払い退職給付（退職等年金給付制度）に移行。

以下、上記に分類される物や関連する物
- 企業年金基金、「○○企業年金基金」と呼ばれ多くの企業や同業協会などの組織で基金を設けている。自社年金や独自年金などと呼ばれる（例として下記の外部リンクを参照）。確定給付年金など。nb
- 中小企業退職金共済制度・特定退職金共済制度
- 自社年金の一種の「退職年金」（多くは国が企業年金制度を設けた後、各種の「企業年金」に切替えた）
- 石炭鉱業年金基金

## 問題
2003年（平成15年）から3年間は年金資金の運用の成績が上がらず連続マイナスとなり企業の業績の低迷や財政悪化により掛け金の拠出が困難となっている。このため、支給額の減額や制度の終了に踏み切る企業も増えている。企業年金の受給者側の不満として訴訟も起き、係争中のものも多い。
- TBSで年金制度の変更により支給額が減額となったが、和解金を上積みとして和解した。2007年（平成19年）3月、東京地裁で和解。
- 松下電器産業の退職者が自社年金の支給率を下げるのは不当と訴訟を起こしたが、減額が認められた。2007年（平成19年）5月、最高裁で確定。
- 早稲田大学の元教職員ら145人は年金減額とその方法は不当とし上告したが、バブル崩壊のあと従前の給付水準では制度自体の維持は困難とし、2011年（平成23年）3月、最高裁は棄却し減額は確定した[1][2]。
- NHKでも独自のNHK年金という企業年金を運営しているが、積み立ての欠損金が2008年（平成20年）度末で3300億円という巨額に膨らみ、受信料を年間100億円超投入して15年かけて穴埋めしていくとしている。また、現役職員に受給額の4割程度を401kに移行するなどの対応を行った。